# Euphemia Bakewell
Pour les articles homonymes, voir Bakewell.
Euphemia Bakewell (Pittsburgh, 30 janvier 1870 – Pittsburgh, 25 décembre 1921) est une relieur américaine.

## Biographie
Euphemia Bakewell est la fille de Benjamin Bakewell et Ellen Frances Boardman.
Elle a étudié à la Pittsburgh School of Design, puis auprès de William Merritt Chase à Long Island. Pendant son séjour à New York, elle rencontre Mary Helen Wingate Lloyd. Bakewell voyage en Europe, où elle étudie la peinture à Paris à l' Académie Julian. En 1902, elle est élève de Thomas James Cobden-Sanderson et poursuit ses études de reliure à Paris. À son retour aux États-Unis l'année suivante, elle vit avec sa sœur Mary dans le quartier Sewickley de Pittsburgh, où elle établit son atelier. Elle enseigne à Rachel McMasters Miller Hunt (en). En raison d'un décollement de la rétine, elle a été forcée de mettre un terme à ses activités de reliure. Tout au long de sa vie, elle a maintenu des liens étroits avec les communautés de la reliure américaine et européenne.
Pendant la Première Guerre mondiale, Euphemia Bakewell se rend en Europe pour participer aux efforts de secours. Grâce au financement de Rachel Hunt et de son mari Roy A. Hunt, elle travaille pour aider les orphelins et les enfants réfugiés. En septembre 1918, elle voyage à nouveau en France grâce au YMCA pour enseigner, lire et donner des conférences aux soldats. Elle retourne définitivement aux États-Unis en 1919 et décède d'une anémie pernicieuse le 25 décembre 1921.